# Śląsk Wrocław (handball)
Cet article concerne la section handball. Pour le club omnisports, voir Śląsk Wrocław.
Maillots
La section handball du Śląsk Wrocław (nommée officiellement Śląsk Wrocław Handball Team) est un club polonais de handball basé à Wrocław. Il joue aujourd'hui à un niveau amateur.
Il est l'une des sections du club omnisports du Śląsk Wrocław.
Jusqu'en 2019, il était le club polonais le plus titré en championnat, avant d'être détrôné par le KS Kielce.

## Historique
La section handball du club omnisports du Śląsk Wrocław est créée en 1955, soit huit ans après celle liée au football. Elle s'engage à la fois dans les formats à onze (en extérieur) et sept joueurs. Dès ses débuts, l'équipe à onze connaît le succès avec huit titres de champion remportés en un peu plus de dix ans, dont le dernier en 1966 pour l'ultime édition du championnat sous ce format. Quant à l'équipe à sept, elle prend part au premier championnat de Pologne en salle lors de la saison 1956-1957 (terminé à la troisième place) avant de remporter son premier titre de champion l'année suivante, devant le Sparta Katowice. Après deux saisons terminées hors du podium, l'équipe renoue avec le succès en 1961, avant d'être titrée à quatre nouvelles reprises jusqu'en 1967.
Dans la forme actuelle de ce sport, le Śląsk Wrocław demeure au sommet du handball polonais jusqu’à la fin des années 1970 avec notamment sept titres de champion consécutifs entre 1972 et 1978. Cet âge d’or se concrétise par une finale de Coupe d’Europe des clubs champions perdue face au grand SC Magdebourg, club d'Allemagne de l'Est, en 1978. L'équipe est notamment emmenée à cette période par l'international polonais Jerzy Klempel, meilleur buteur du championnat du monde 1978 et des Jeux olympiques de 1980.
Par la suite, seuls deux nouveaux titres de champion viennent garnir l’armoire aux trophées du club, en 1982 et 1997.
En raison de graves problèmes financiers, la section se retire de la première division à l'issue de la saison 2009-2010 et est dissoute. Elle est réactivée en 2011 et fait son retour en deuxième division en 2012, puis dans l'élite deux ans plus tard. Après une saison difficile lors de laquelle le Śląsk Wrocław ne sauve sa place que lors des barrages de relégation, il termine dernier en 2016 avec seulement deux victoires et doit retourner en D2.

## Palmarès
Handball (à sept)
- Champion de Pologne (15) : 1958, 1961, 1962, 1963, 1965, 1967, 1972, 1973, 1974, 1975, 1976, 1977, 1978, 1982, 1997
- Vainqueur de la Coupe de Pologne (7) : 1959, 1965, 1969, 1976, 1981, 1982, 1989
- Finaliste de la Coupe d’Europe des clubs champions : 1978

Handball à onze
- Champion de Pologne (8) : 1957, 1958, 1961, 1962, 1963, 1964, 1965, 1966

## Joueurs célèbres ou marquants
- Zdzisław Antczak (1967-1977) : champion de Pologne à cinq reprises, médaillé de bronze aux Jeux olympiques de 1976
- Jerzy Klempel (1971-1982) : champion de Pologne à huit reprises, médaillé de bronze aux Jeux olympiques de 1976
- Andrzej Sokołowski (1972-1978) : champion de Pologne à cinq reprises, médaillé de bronze aux Jeux olympiques de 1976